# Stockkälltjärnen
Stockkälltjärnen är en sjö i Härjedalens kommun i Härjedalen och ingår i Ljusnans huvudavrinningsområde. Sjön har en area på 0,062 kvadratkilometer och ligger 411,1 meter över havet.

## Delavrinningsområde
Stockkälltjärnen ingår i det delavrinningsområde (689266-144007) som SMHI kallar för Ovan Norr-Jämnen. Medelhöjden är 482 meter över havet och ytan är 40,51 kvadratkilometer. Räknas de 2 avrinningsområdena uppströms in blir den ackumulerade arean 70,65 kvadratkilometer. Jämnån som avvattnar avrinningsområdet har biflödesordning 3, vilket innebär att vattnet flödar genom totalt 3 vattendrag innan det når havet efter 221 kilometer. Avrinningsområdet består mestadels av skog (75 procent) och sankmarker (16 procent). Avrinningsområdet har 0,06 kvadratkilometer vattenytor vilket ger det en sjöprocent på 0,2 procent.